# 汐路丸
汐路丸（しおじまる）は東京海洋大学海洋工学部が管理していた練習船。
2021年に退役し、現在は汐路丸4世がその任務を引き継いでいる。
石川島播磨重工業東京工場で建造され、1987年2月10日に竣工した。

## 特徴
安全で効率的な新しい船舶の運航形態を学習するために、最新機器を備えた船舶による実験・実習を行っている。

## 画像

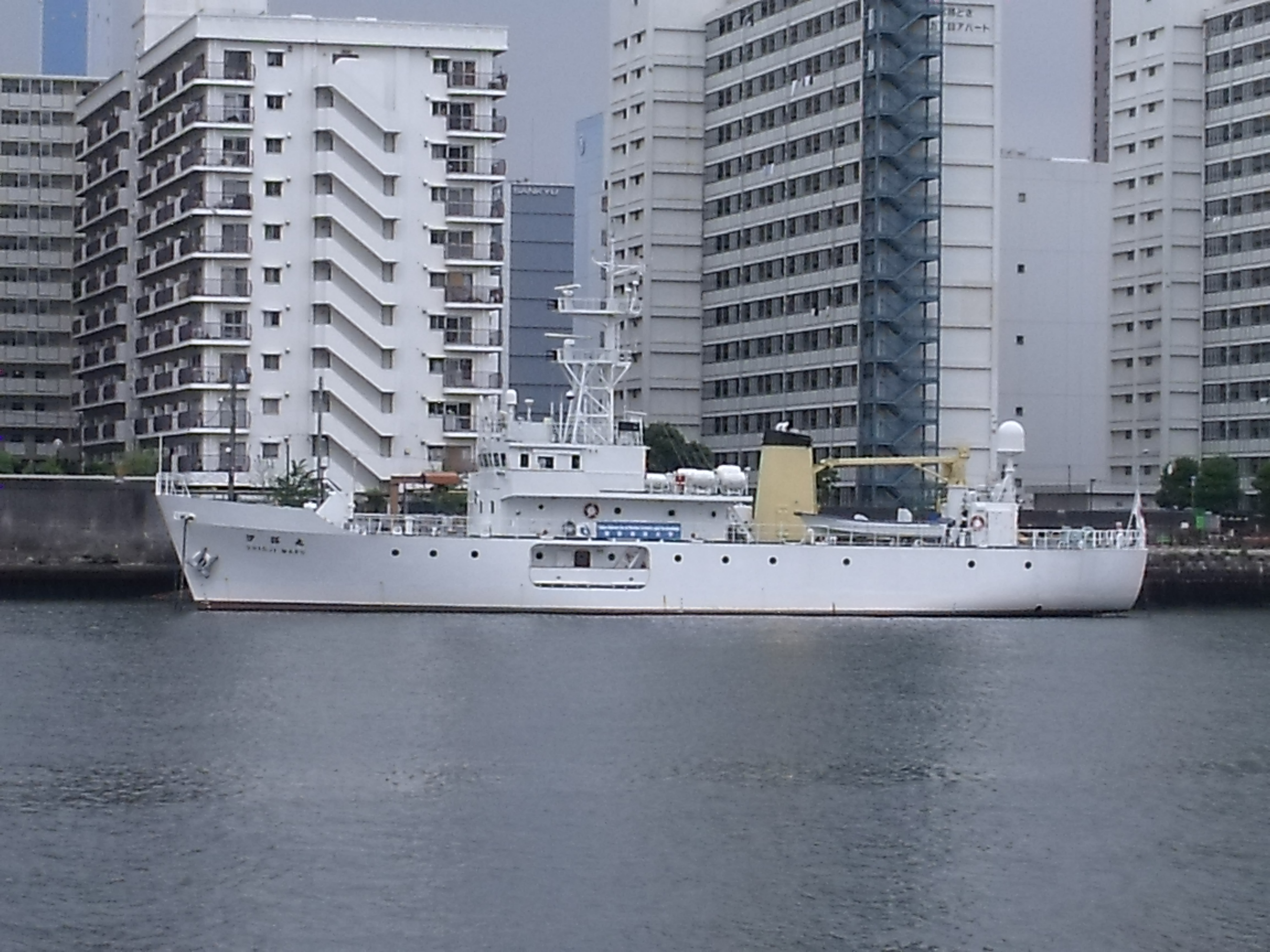
真横から
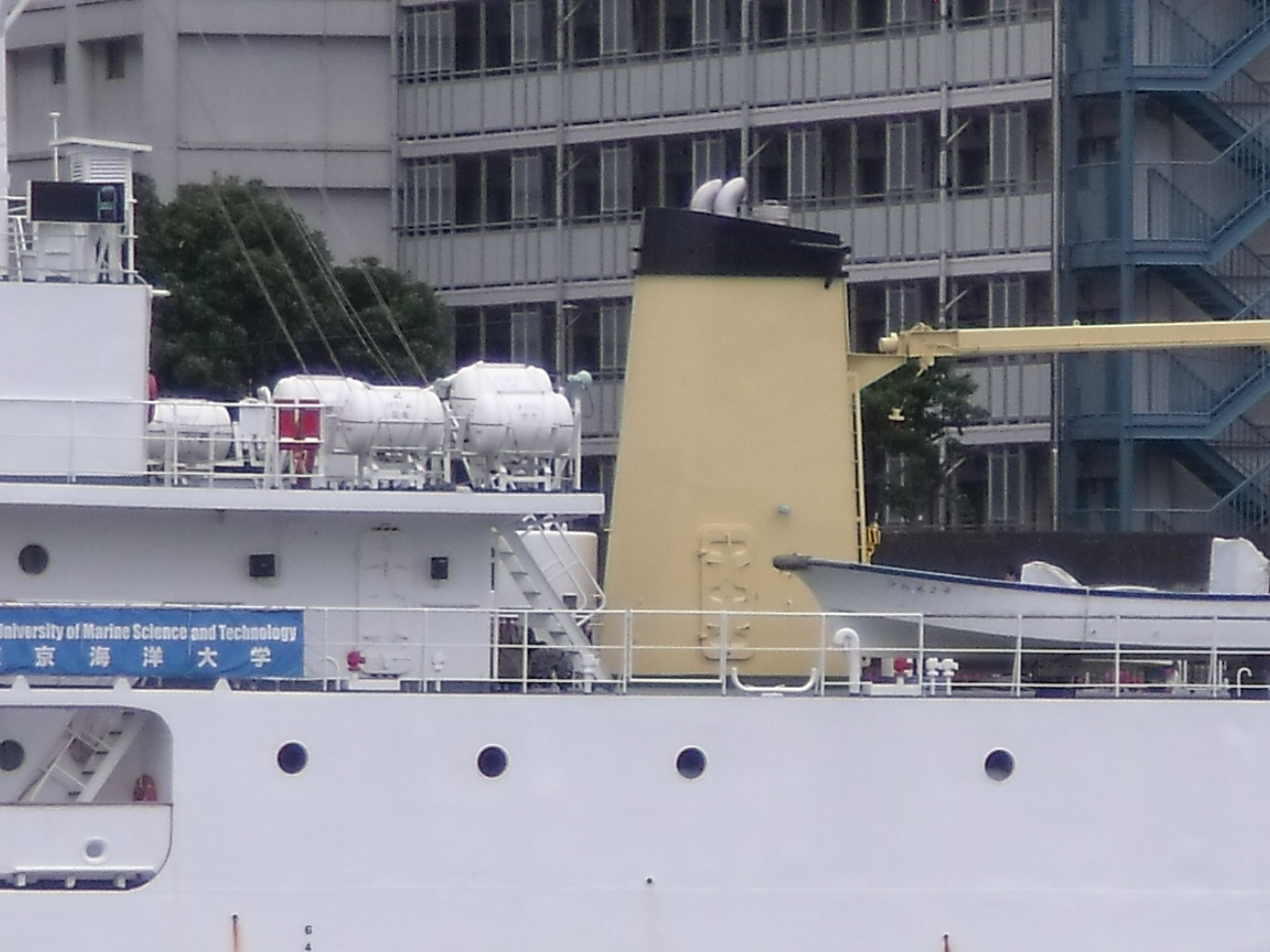
煙突マーク